# Ein Mann im schönsten Alter
Ein Mann im schönsten Alter ist ein deutsches Gesellschaftsmelodram aus dem Jahre 1963. Unter der Regie von Franz Peter Wirth spielt Karl-Michael Vogler die Hauptrolle eines Mannes zwischen zwei Frauen in der Lebenskrise.

## Handlung
Richard Mertens hat im Leben eigentlich alles erreicht. Er arbeitet erfolgreich als Chefredakteur einer Illustrierten, an seiner Seite eine äußerst elegante und attraktive Ehefrau, Lucy. Und doch fragt er sich, ob das schon alles gewesen sein soll. Sein Leben, das von Wohlstand, gesellschaftlichem Ansehen und Arriviertheit geprägt ist, erscheint ihm unendlich leer. Von seiner Gattin, deren Gefühle zu ihm ähnlich erkaltet scheinen wie die seinen zu ihr, hat er sich längst entfremdet. Man pflegt höflich, aber distanziert miteinander umzugehen, die Form regiert längst über Intimität. Die Fassade aufrechtzuerhalten, bedeutet ihr viel.
Um seinem Leben einen neuen Kick zu geben, hat sich Mertens mit Eva eine hübsche, junge Freundin zugelegt. Sie ist eine Redaktionsmitarbeiterin und scheint ihm all das zu versprechen, was er an seiner in alltäglichen Gewohnheiten festgefahrenen Ehe so sehr vermisst. Doch auch bei der Geliebten bleibt Mertens in seinen Konventionen stecken und eingefahrenen Gleisen verhaftet; er ist nicht wirklich zu ehrlichen Gefühlen imstande. Vielmehr versucht er, über noch mehr Erfolg, noch mehr Arbeit und noch mehr Geld seinen Status als Erfolgsmensch zu unterstreichen und damit seine Untergebene Eva zu beeindrucken und an sich zu binden.
Ein weiterer Konfliktherd entsteht durch die Entzweiung mit seinem alten Jugendfreund Ferrow. Gegen ihn kommt es zum Prozess, den Mertens dank eines Meineids Evas gewinnt. Mertens‘ dort gezeigtes Verhalten erweist sich als symptomatisch für seine ganze Persönlichkeit. Daraufhin zerbricht schließlich die Liebe zu seiner Freundin, die Beziehung ist endgültig gescheitert. Am Ende findet Mertens nur noch Trost bei der ihm geduldig zuhörenden Barfrau Brigitte.

## Produktionsnotizen
Ein Mann im schönsten Alter basiert auf einem Roman von Rudolf Schneider. Der 1963 gedrehte Film wurde am 17. Januar 1964 im Berliner Marmorhaus uraufgeführt.
Für Hauptdarsteller Vogler war es innerhalb kurzer Zeit bereits die zweite Zusammenarbeit mit der französischen Kollegin Françoise Prévost. Mit ihr und Regisseur Franz Peter Wirth hatte er im Jahr zuvor die Komödie Bekenntnisse eines möblierten Herrn gedreht. Ebenfalls aus Frankreich importiert wurde für die zweite weibliche Hauptrolle Prevosts Kollegin Pascale Audret
Die Filmbauten stammen von Rolf Zehetbauer.
Der Schweizer Sigfrit Steiner gewann für seine Darstellung des Kriminalinspektors 1964 das Filmband in Gold in der Kategorie „Bester Nebendarsteller“.

## Kritiken
Der Spiegel, Ausgabe Nr. 7 vom 12. Februar 1964, kritisierte: „Regisseur Franz Peter Wirth hat sichtlich von Italiens Regie-Meister Antonioni gelernt, sein Dialog-Autor Oliver Storz hingegen kann von Antonionis Drehbüchern nur Inhaltsangaben aufgenommen haben. Wie in Antonionis "La Notte" ist dem Helden des Wirth -Films; einem Illustrierten-Chefredakteur (Karl Michael Vogler), die Gattin fremd geworden; wie in Antonionis "L'Avventura" entfernt er sich auch von seiner Geliebten und endet schließlich bei einer Käuflichen. Während aber dergleichen in den preziösen Filmen des Italieners als Erfahrung eines gestörten Weltverständnisses dargestellt wird, illustriert es hier nur die Banalsentenz, daß Geld allein nicht glücklich mache.“
Im Handbuch VII der Katholischen Filmkritik heißt es: „Innerhalb des deutschen Filmschaffens bemerkenswerter Versuch der Erfassung menschlicher Verhaltensweisen, leider ohne genügende Aufdeckung der Ursachen und zu sehr konventionellen Vorstellungsbildern verhaftet.“
Das Lexikon des Internationalen Films schrieb: „Obgleich am Klischee des modischen Gesellschaftsfilms orientiert, ein Film mit sinnvollerem Thema und größeren formalen Vorzügen als im deutschen Kino der sechziger Jahre üblich.“